# 佛蘭德伯爵夏爾王子
夏尔·泰奥多尔·亨利·安托万·迈因拉德（法語：Charles Théodore Henri Antoine Meinrad，1903年10月10日—1983年6月1日）是比利时国王阿尔贝一世的次子，1910年获封佛兰德伯爵，1944年至1950年担任比利时摄政。他终生未婚，與平民杰奎琳有一個私生女伊莎貝爾。

## 生平
夏尔王子在1944年納粹德國對比利時佔領結束時被任命為比利時的攝政王。他的哥哥國王利奧波德三世在第二次世界大戰期間的角色以及利奧波德與瑪麗·莉蓮·拜爾斯的婚姻受到質疑，他成為了有爭議的君主。
夏尔於1983年6月1日在奥斯坦德逝世，被埋葬在布魯塞爾的拉肯聖母教堂，他的哥哥利奧波德三世則晚幾個月逝世。
在遺囑中，他將法國皇后約瑟芬·德·博阿爾內的鑽石王冠留給了妹妹義大利王后瑪麗·荷塞。